# Nasonovia arizonensis
Nasonovia arizonensis är en insektsart som beskrevs av Heie 1987. Nasonovia arizonensis ingår i släktet Nasonovia och familjen långrörsbladlöss. Inga underarter finns listade i Catalogue of Life.